# جوزيف أوسكار دير
جوزيف أوسكار دير (بالإنجليزية: Joseph Wilfrid Dwyer)‏ هو كاهن كاثوليكي أسترالي، ولد في 12 أكتوبر 1869 في نيوساوث ويلز في أستراليا، وتوفي في 11 أكتوبر 1939 في واجا واجا في أستراليا.